# Génosha
La république de Génosha (« Genosha » en VO) est un État insulaire de fiction présent dans l'univers Marvel de la maison d'édition Marvel Comics. Créé par le scénariste Chris Claremont et le dessinateur Rick Leonardi (en), l'île apparaît pour la première fois dans le comic book Uncanny X-Men #235 en octobre 1988.
L'île de Génosha est située dans l'Océan Indien au large de la côte sud-est de l'Afrique, au nord-ouest des Seychelles et au nord-est de Madagascar. Sa capitale était Hammer Bay.
L’État de Génosha constitue à l'origine une allégorie de l'apartheid en Afrique du Sud, avant de devenir une terre d'accueil pour les mutants de toute la planète.

## Description
Génosha était une petite nation insulaire au nord des Seychelles, située au large de la côte Est de l'Afrique. Avant les désastres qui la frappèrent, l'île était connue comme un « pays vert et plaisant » grâce à son niveau de vie élevé et son économie en excellente santé, menée par des entreprises de techniques avancées.
Du fait de son isolement relatif, l'île a échappé à la majeure partie des tourments politiques et raciaux caractéristiques des nations de cette partie du monde et disposait de larges espaces et d’abondantes sources de nourriture pour tous ses habitants. Cependant, cette apparente utopie n’était qu’une façade, masquant un système économique entier et ses infrastructures reposant sur l’exploitation de la population mutante de l'île.

## Historique fictionnel

### L'ère sombre
Au XXe siècle, tout mutant de Génosha est placé sous la tutelle de l'État. Les enfants qui sont détectés comme mutants sont placés dans un processus de contrôle développé par David Moreau, le premier individu connu sous le nom de « Géningénieur » (Genengineer en VO). Celui-ci est capable de modifier certaines capacités mutantes afin de les adapter au travail forcé.
Il y a plusieurs décennies, le Confiseur (Sugar Man (en)), un être évadé de l’Ère d'Apocalypse, arriva secrètement au sein du gouvernement génoshéen et lui fournit une technologie avancée en génie génétique. Le régime examina alors tous les adolescents génoshéens pour dépister toute mutation active ou latente. Les jeunes qui possédaient de tels pouvoirs furent alors génétiquement reprogrammés pour améliorer ou altérer leurs pouvoirs. Ces « mutés » furent forcés à vivre en esclavage, piégés à l’intérieur d’uniformes soudés à leur peau, étant facilement identifiés par un nombre unique marqué au fer sur leur front. Subissant un lavage de cerveau qu'il leur ôtait toute identité, ils obéissaient à tout « maître » humain. Leurs quartiers de résidence étaient à part et rappelaient fortement les camps de concentration nazis.
La citoyenneté des habitants de Génosha est irrévocable, le gouvernement n'acceptant aucune émigration. Ainsi, ceux qui tentent de quitter l'île sont traqués et ramenés de force par des policiers spécialisés, les Magistrats (Magisters), et leurs agents mutants spécialisés, les Réquisitionneurs (Press Gang en anglais).
Les Magisters veillaient au respect de la loi par les esclaves mutés et traquaient tous ceux qui tentaient de fuir. Ils étaient équipés d'armes, de tenues de combat et de véhicules d'assaut hautement sophistiqués. La répression était si brutale que lorsque les Magisters prirent le contrôle du gouvernement, ils déclenchèrent une révolte spontanée des mutés à travers tout le pays.

### La chute du régime
Dans les années 1990, certains mutants extérieurs à Génosha prennent conscience de l'existence du système en place sur l'île. Leur attention se focalise sur le traitement réservé aux mutants, qui les scandalise. Les Réquisitionneurs capturent Wolverine et Malicia qui arrivent à s'échapper et rencontrèrent le fils rebelle du Géningénieur, Philip Moreau, dont la petite amie, Jennifer Ransome, explique le processus de transformation des « mutés ». Les X-Men réussissent à sauver leurs coéquipiers, Philip et Jennifer partant en exil aux États-Unis. 
Par la suite, des membres des X-Men sont enlevés par les Magistrats sur ordre du Géningénieur et de Cameron Hodge, ancien allié de Facteur-X qui voue une haine tenace aux mutants, et notamment Angel qui l'a décapité. Après s’être installés à New York, Philip Moreau et Jennifer Ransome sont d'abord combattus par l'X-Man Colossus, alors amnésique, puis par le groupe Facteur-X (les X-Men originels).
Dans la série X-Tinction Agenda (en) (1990-1991), les X-Men et leurs alliés parviennent à secourir leurs partenaires Tornade et Félina. Le lavage de cerveau qu'ils risquaient de subir n'a pas lieu. Dans l'opération, Cameron Hodge est présumé mort et le gouvernement de Génosha est renversé.
Un nouveau régime est mis en place, promettant un meilleur traitement aux mutants. Une période de troubles s'ensuit en raison de l'attaque de mutants, tels Magnéto, qui refusent de pardonner aux autorités de Génosha. Plus tard, Ransome et les Réquisitionneurs recrutent par la force le chef des Quatre Fantastiques, Red Richards, afin d'aider le gouvernement génoshéen à s'opposer à la menace de Crucible et de sa servante Ayesha.

### Une nation mutante
Par la suite, les Nations unies cèdent l'île à Magnéto pour qu'il y mette en place son projet de nation mutante et cesse ses hostilités (1999). Il rétablit la paix et la stabilité dans le pays. Génosha devient alors le symbole et l'espoir des mutants du monde entier pour l'organisation d'un pays où les mutants peuvent vivre en paix sans se cacher. Magnéto et son cabinet commencent alors le processus de reconstruction, faisant face à une série de difficultés dont une famine imminente et le virus Legacy.
Mais certains génoshéens sont contre le régime de Magnéto. Le muté qu'on appelle l'Illuminé raconte que Magnéto n'est pas un sauveur et qu'il a volé l'indépendance de Génosha. La population du port de Carrion Cove s'oppose à sa prise de pouvoir et les Acolytes Fabian Cortez et Amelia Voight se retournent secrètement contre lui.
Dans la précipitation, l'ONU pensait que l'agitation civile de Génosha préoccuperait suffisamment Magnéto pour l’empêcher de menacer le monde mais, à leur surprise, ce dernier s'avéra un politicien habile qui prit vite le contrôle de son nouveau pays.

### Destruction
Génosha subit alors l'attaque des Sentinelles, les gigantesques robots surarmés créés pour traquer et détruire les mutants, lancée par Cassandra Nova (2001). L'attaque est foudroyante et la quasi-totalité des mutants de l'île, soit environ 16 millions de personnes, est tuée. Magnéto est porté disparu avant qu'un monument ne soit érigé par les quelques mutants survivants, en son honneur. Magnéto et le Professeur Xavier unissent ensuite leurs forces pour reconstruire le pays, en vain.
Peu après, la Sorcière rouge, recueillie par Magnéto après sa dépression nerveuse, refaçonne la réalité et Génosha, restaurée dans son ancienne gloire, devient la capitale de l'empire mutant mondial de Magnéto, la « Maison M », avant de retrouver sa déchéance actuelle quand la vraie réalité reprend ses droits. Plus tard, Vif-Argent se rend sur l'île pour tenter de rendre leurs pouvoirs aux mutants qui en avaient été privés après la fin de la crise de la Maison M, retrouvant alors un Magnéto furieux envers lui pour son rôle dans cette crise.
Conduite par Caliban, la mutante Séléné se rend sur l’île avec ses fidèles, des mutants ramenés à la vie grâce au virus techno-organique des Technarques. Là, par le même biais, elle ressuscite l'ensemble des mutants tués sur Génosha, se constituant une armée de centaines de mutants avant de rebaptiser la capitale Hammer Bay du nom de Nécrosha, proclamant son intention de devenir littéralement une déesse. Mais l'ancienne Reine Noire du Club des Damnés est finalement défaite par la nouvelle X-Force, et les mutants ressuscités retrouvent la mort, faisant de nouveau de Génosha un pays vide et dévasté. 
Dans les comics parus en 2008, Magnéto est le seul habitant sur l'île.

## Apparition dans d'autre médias
- L'île de Génosha apparaît dans le film X-Men: Dark Phoenix (2019)